# (5256) Farquhar
(5256) Farquhar – planetoida z pasa głównego asteroid okrążająca Słońce w ciągu 4,08 lat w średniej odległości 2,55 j.a. Odkryli ją Eleanor Helin, Celina Mikolajczak i Robert Francis Coker 11 lipca 1988 roku w Obserwatorium Palomar. Nazwa planetoidy pochodzi od Roberta Farquhara – pracownika NASA, projektanta sond kosmicznych i ich misji eksploracji Układu Słonecznego. 